# Юго-западный Экс-ан-Прованс
Юго-за́падный Экс-ан-Прова́нс (фр. Aix-en-Provence-Sud-Ouest) — кантон во Франции, находится в регионе Прованс — Альпы — Лазурный Берег, департамент Буш-дю-Рон. Входит в состав округа Экс-ан-Прованс.
Код INSEE кантона — 1302. Всего в кантон Юго-западный Экс-ан-Прованс входит 3 коммуны, из них главной коммуной является Экс-ан-Прованс.
Население кантона на 2008 год составляло 68 602 человека.

## Коммуны кантона
| Коммуна        | Население, чел. (1999) | Почтовый индекс | Код INSEE |
| -------------- | ---------------------- | --------------- | --------- |
| Мейрёй         | 4450                   | 13590           | 13060     |
| Эгюий          | 7127                   | 13510           | 13032     |
| Экс-ан-Прованс | 53 023                 | 13100           | 13001     |